# Taketa
Taketa (竹田市, Taketa-shi) est une ville de la préfecture d'Ōita sur l'île de Kyūshū au Japon.

## Géographie

### Situation

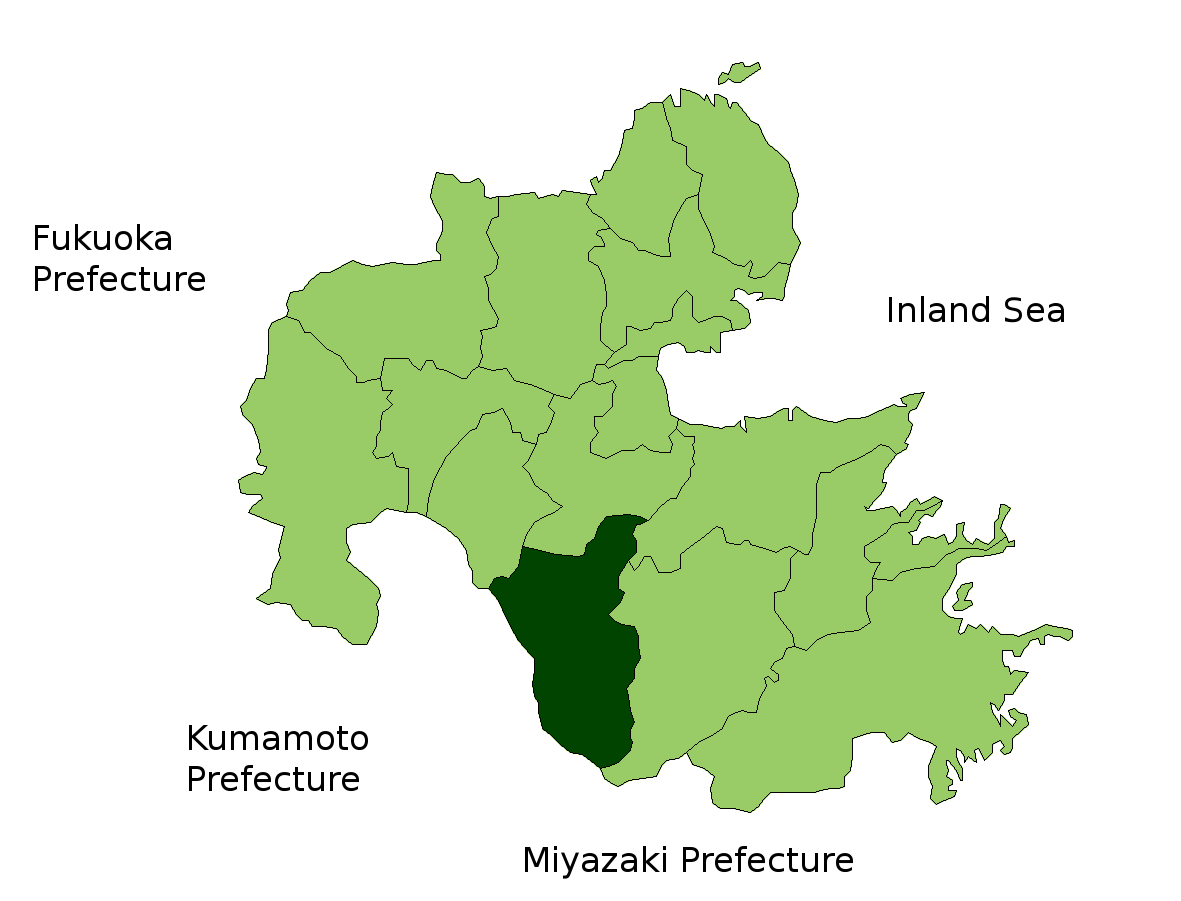
Situation dans la préfecture d'Ōita.

Située dans un secteur volcanique, à quelques dizaines de kilomètres du volcan Aso, la ville s'est développée grâce à la fertilité de ses terres, principalement du riz mais également des tomates, des champignons (le shiitake), du maïs, etc. On y trouve également du safran.

### Démographie
En 2010, la population s'élevait à 24 161 habitants et sa densité était de 50,6 personnes par km2. Sa superficie est de 200,83 km2. Elle était de 19 686 habitants en avril 2023.

### Climat
Taketa a un climat subtropical humide avec des étés chauds et des hivers frais. Les précipitations sont importantes tout au long de l'année, mais sont un peu plus faibles en hiver. La température moyenne annuelle à Taketa est de 14,7 °C. La pluviométrie annuelle moyenne est de 1 885,3 mm, juin étant le mois le plus humide.

## Histoire
Taketa a obtenu le statut de ville le 31 mars 1954.

## Culture locale et patrimoine
On trouve à Taketa les fortifications d'un ancien château, le château d'Oka, dont les fondations datent de 1185.

## Transports
La ville de Taketa est desservie par la ligne principale Hōhi de la JR Kyushu. L'accès par route se fait par les voies 57, 442 et 502. La ville a grandi entre plusieurs collines et rivières. Ainsi, pour y accéder par l'est et le nord, il faut emprunter plusieurs tunnels, alors que, par l'ouest, les accès franchissent plusieurs rivières.

## Personnalités liées à la municipalité
- Korechika Anami (1887-1945), général japonais ;
- Takeo Hirose (1868-1904), officier de marine ;
- Otoya Kawano (né en 1965), seiyū.